# Aioi, Hyōgo
Aioi (相生市 Aioi-shi) là thành phố thuộc tỉnh Hyōgo, Nhật Bản. Tính đến ngày 1 tháng 10 năm 2020, dân số ước tính thành phố là 28.355 người và mật độ dân số là 310 người/km2. Tổng diện tích thành phố là 90,40 km2.

## Giao thông

### Đường sắt
JR West – San'yō Shinkansen
- Aioi

 JR West – Tuyến San'yō chính / Tuyến Akō
- Aioi -  Nishi-Aioi

### Cao tốc/Xa lộ
- Cao tốc San'yō
- Cao tốc Harima
- Quốc lộ 2
- Quốc lộ 250